# Чмир Микола Васильович
Микола Васильович Чмир (нар. 17 жовтня 1979, Новгород-Сіверський, нині Україна) — український геральдист, редактор. Кандидат історичних наук (2006). Член Українського геральдичного товариства (1999). Державний службовець 7 рангу. Кавалер ордена «За заслуги» III ступеня (2021).

## Життєпис
Микола Чмир народився 17 жовтня 1979 року у місті Новгороді-Сіверському.
Закінчив історичний факультет Київського національного університету імені Тараса Шевченка (2001). Працював спеціалістом, спеціалістом 1-ї категорії Відділу військової символіки та геральдики Генерального штабу (2001—2006), заступником начальника Відділу військової символіки та геральдики (2006—2012), головним спеціалістом групи військової символіки та геральдики Тилу (2012—2013) Збройних сил України.
Від квітня 2015 — головний редактор журналу Асоціації колекціонерів військової символіки «Колекціон».
Член Комісії державних нагород та геральдики (від 2015).

## Доробок
Автор низки наукових та науково-популярних праць, присвячених символіці Збройних сил Української Народної Республіки, Української Держави та Західно-Української Народної Республіки, військовим званням, історії нагородної справи в Україні, актуальним проблемам розвитку сучасної української військової символіки, формі одягу і знакам розрізнення військовиків Збройних сил України.
Книги:
- Галицька Армія 1918—1920 (2008, спільно з Є. Пінаком та С. Музичуком).